# Parupeneus crassilabris
Espèce
Statut de conservation UICN

 LC  : Préoccupation mineure
Parupeneus crassilabris, le Barbet à deux bandes ou le Rouget barbet lèvres épaisses
, est une espèce 
de poisson perciforme de la famille des mullidés.

## Distribution
Cette espèce marine est présente dans le sud-est de l'océan Indien et l'ouest de l'océan Pacifique depuis l'Indonésie jusqu'aux Îles Caroline, Fiji et Tonga à l'est, au nord de l'Australie et à la Nouvelle-Calédonie ainsi qu'à Wallis-et-Futunaau sud et aux Îles Ryukyu au nord.

## Habitat
Parupeneus crassilabris se rencontre à proximité des récifs à une profondeur de 1 à 80 m. Les juvéniles se trouvent généralement dans les passes peu profondes et sur les pentes des récifs alors que les adultes reposent généralement sur les coraux des crêtes de récifs.

## Description
Cette espèce mesure jusqu'à 38 cm avec le corps qui se rétrécit vers l'arrière de sorte que la hauteur de la queue est inférieure à la moitié de celle du corps.
Parupeneus crassilabris est de couleur blanche avec les bords des écailles jaunes ou gris jaunâtre et le bord postérieur souvent élargi en une tache jaune distincte. Les deux tiers supérieurs du corps arborent deux très grandes taches noires ovales. La première tache est centrée sous les épines antérieures de la première nageoire dorsale et la seconde sous la moitié antérieure de la deuxième nageoire dorsale et s'étend dans la partie basale de la nageoire.
Une grande tache noire est présente sur l'arrière de la tête et entoure une partie de l'œil, s'étendant de façon diffuse vers l'angle de la bouche. 

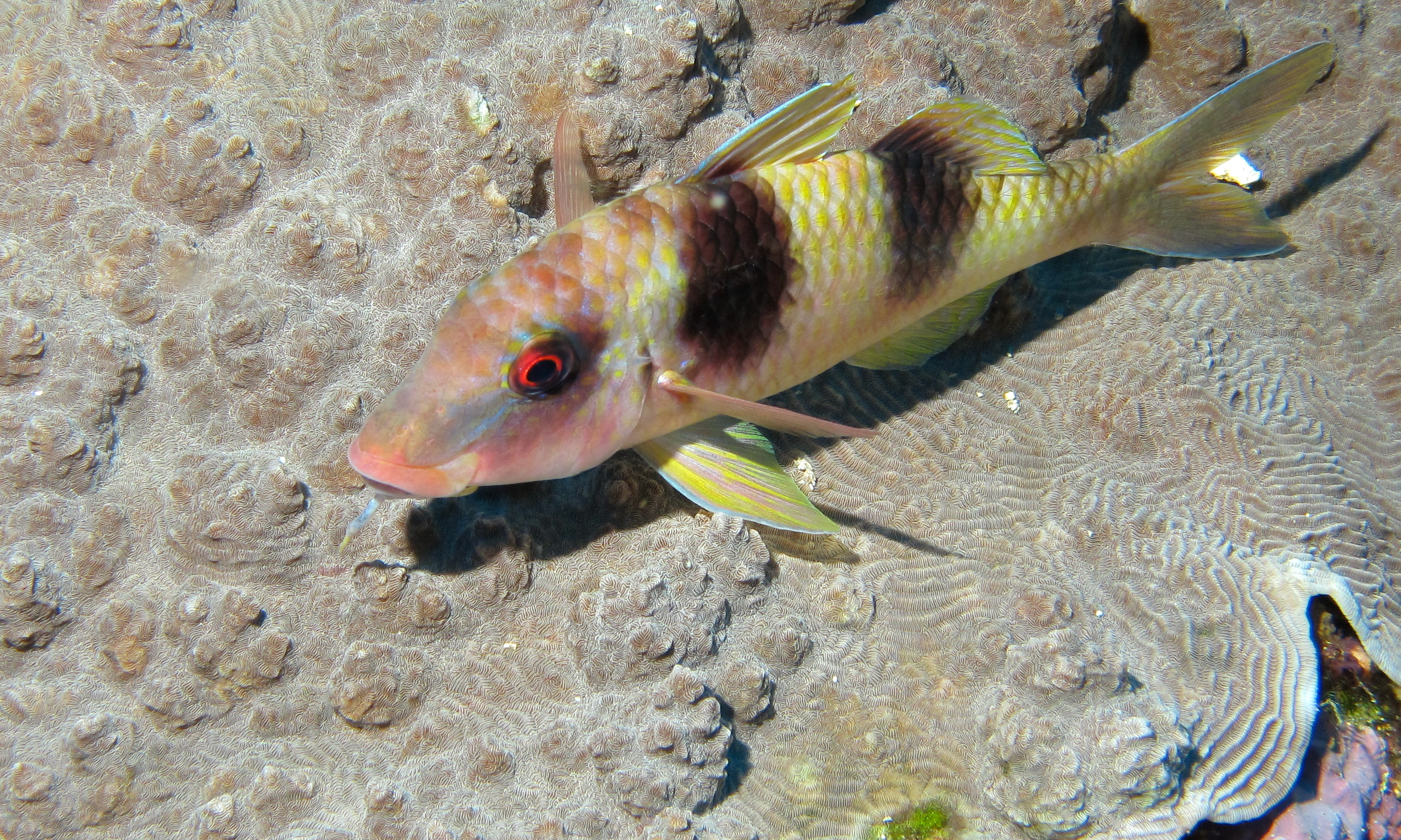
Parupeneus crassilabris

La première nageoire dorsale est violette et assez élevée avec 8 rayons épineux.
La seconde n'a que la base de cette couleur avec la moitié supérieure rayée de cinq à six raies parallèles longitudinales
alternativement blanches et violettes et présente 9 rayons mous.
La nageoire anale, beaucoup plus pâle, arbore des points violets et un plus grand nombre de raies obliques
et présente un rayon épineux et 7 rayons mous. Une large partie extérieure de la deuxième nageoire 
dorsale et de la nageoire anale est bleue avec d'étroites bandes obliques jaunes à bords foncés. 
La caudale, peu fourchue avec les deux lobes larges et arrondis, est plus foncée que la dorsale avec des points blancs 
plus ou moins effacés et est striée de bleu et de jaune terne.
Les nageoires pectorales sont jaunes, plus ou moins olivâtres, avec de 15 à 16 rayons.
Les nageoires pelviennes sont très grandes et ont les trois rayons externes colorés en violet et les internes sont 
jaunâtres.
Le bord intérieur de l'iris est rouge vif.
Les arbuscules de la ligne latérale sont très divisés.
Les dents, fortes et coniques, sont placées sur une seule rangée de sorte qu'il n'y en a pas sur le palais. Les lèvres sont très
épaisses. Les barbillons, d'un brun violet plus ou moins foncé, sont courts et n'atteignent pas la base des nageoires pectorales. L'épine de l'opercule est forte.
La membrane branchiostège est d'un brun violet plus ou moins foncé. Les branchiospines sont au nombre de 7 à 10 sur la première rangée et de 27 à 31 sur la seconde, pour un total de 35 à 40.

## Publication originale
- Valencennes, A. 1831. Histoire naturelle des poissons (Cuvier, G.L. & Valenciennes, A.). Volume 7. Levrault, 531 pages. (BHL -

Upeneus crassilabris p.523)

## Taxonomie
Cette espèce a été initialement décrite en 1831, sur la base d'un animal provenant de Nouvelle-Guinée, par le zoologiste 
français Achille Valenciennes sous le protonyme Upeneus crassilabris dont l'épithète crassilabris signifie à grosses lèvres.